# Яворский, Юлиан Андреевич
Юлиа́н Андре́евич Яво́рский (27 ноября 1873 — 11 января 1937) — галицкий литературовед, фольклорист, историк и поэт, общественный деятель русофильской ориентации.

## Биография
Родился в селе Бильче на Бойковщине (тогда Австро-Венгрия).
Учился в дрогобычской, самборской и львовской гимназиях, из последней был исключён за чтение русской литературы во время уроков. Высшее образование получил во Львовском университете (исключён за участие в демонстрации против австрийского наместника Галиции графа Бадени), Венском университете (исключён за организацию демонстрации против униатского митрополита Сильвестра Сембратовича, проводившего украинофильскую политику), окончил Черновицкий университет, защитил докторскую диссертацию по славянской филологии в Венском университете у профессора И. В. Ягича.
Вернулся в Галицию и преподавал в гимназии, издавал журналы «Живая мысль» и «Живое слово». В 1904 году уехал в Россию, в 1904—1915 годах служил преподавателем гимназии в Киеве, собирал и исследовал древнерусские литературные памятники, фольклорные произведения. Вместе с Владимиром Дудыкевичем организовал Карпаторусский освободительный комитет, задачей которого было содействие включения Карпатской Руси (Галиция, Буковина и Закарпатье) в состав Российской империи. В 1915 году стал доцентом Киевского университета. В 1920 году ему предложили возглавить кафедру славяноведения Воронежского университета. Однако Юлиан Яворский отвергал большевистскую диктатуру и вынужден был вернуться в Галицию. Здесь Юлиан Яворский опубликовал два сборника стихов, навеянных трагедией русского движения во время Первой мировой войны, участвовал в подготовке «Талергофского альманаха». В 1925 году эмигрировал в Чехословакию, где работал в Славянском институте, исследовал старинные литературные памятники. Умер в Праге.

## Работы

### Основные исследования
- Кольцов и Шевченко (1892);
- Русская женщина в поэзии Некрасова (1892);
- Пушкин в Прикарпатской Руси (1899);
- К истории пушкинских сказок (1899) (книга доступна онлайн  (недоступная ссылка))
- Гоголь в Червоной Руси (1904);
- Галицкая Голгофа (1924);
- Освобождение Львова (1925);
- Думы о Родине (1925);
- Ветхозаветные библейские сказания в карпаторусской церковно-учительской обработке конца XVII века (1927);
- Из истории научного исследования Закарпатской Руси (1928);
- К библиографии литературы об А.Духновиче (1929);
- Национальное самосознание карпаторуссов на рубеже XVIII—XIX веков (1929);
- Значение и место Закарпатья в общей схеме русской письменности (1930);
- Литературные отголоски «русько-краинского» периода в Закарпатской Руси в 1919 году (1930);
- Новые рукописные находки в области старинной карпаторусской письменности 16-18 веков (1931);
- Материалы для истории Закарпатской Руси (1932);
- Материалы для истории старинной песенной литературы в Подкарпатской Руси (1934);

### Поэзия
- Блудные огни (Львов, 1922)
- Беззвучные песни и другие стихотворения в прозе (Львов, 1922)